# Patancheru
Patancheru is een census town in het district Sangareddy van de Indiase staat Telangana. Het behoort tot de grote agglomeratie rond Haiderabad.

## Demografie
Volgens de Indiase volkstelling van 2001 wonen er 40.332 mensen in Patancheru, waarvan 53% mannelijk en 47% vrouwelijk is. De plaats heeft een alfabetiseringsgraad van 66%.